# Do The Clips
『Do The Clips』（ドゥ・ザ・クリップス）は、日本のロックバンド・Do As Infinityが2009年2月18日にavex traxから発売した14枚目の映像作品である。

## 内容
前作『Do As Infinity 3rd ANNIVERSARY SPECIAL LIVE』『Do As Infinity -Premier-』から約2年5ヶ月ぶり、再結成後初の作品。『Do As Infinity FREE LIVE -FREE SOUL! FREE SPIRITS!-』と同時発売された。
シングル・アルバム問わず既発作品で制作された全楽曲のミュージックビデオが収録されている。また、今作発売を記念して動画共有サービス・YouTubeの「avex Channel」にて全収録曲のミュージックビデオがアップロードされた。
収録映像曲の内、1〜22曲目は後述の過去の映像作品にも収録されており、23曲目以降は今作が初収録となっている。なお、後述作品の収録映像曲の内、「シグナル (Album Remix)」「真実の詩 (Propaganda clip)」は未収録となっている。

## 収録映像曲
1. Tangerine Dream
2. Heart
3. Oasis
4. Yesterday & Today
5. Welcome!
6. Raven
7. rumble fish
8. We are.
9. Desire
10. 遠くまで
11. Week!
12. 深い森
13. 冒険者たち
14. 遠雷
15. 陽のあたる坂道
16. under the sun
17. under the moon
18. 真実の詩
19. 魔法の言葉〜Would you marry me?〜
20. 本日ハ晴天ナリ
21. 柊
22. ブランコ
23. Field of dreams
24. 楽園
25. For the future
26. TAO
27. ROBOT
28. BE FREE

## 9
『9』（ナイン）は、日本のロックバンド・Do As Infinityが2001年3月7日にavex traxから発売した1枚目の映像作品である。

### 収録映像曲
1. Tangerine Dream
2. Heart
3. Oasis
4. Yesterday & Today
5. Welcome!
6. Raven
7. rumble fish
8. We are.
9. Desire

## 5
『5』（ファイブ）は、日本のロックバンド・Do As Infinityが2001年9月27日にavex traxから発売した3枚目の映像作品である。

### 収録映像曲
1. 遠くまで
2. Week!
3. 深い森
4. 冒険者たち
5. 遠雷
6. シグナル (Album Remix)

## THE CLIP SELECTION
『THE CLIP SELECTION』（ザ・クリップ・セレクション）は、日本のロックバンド・Do As Infinityが2002年12月11日にavex traxから発売した5枚目の映像作品である。

### 収録映像曲
1. Tangerine Dream
2. Heart
3. Oasis
4. Yesterday & Today
5. rumble fish
6. We are.
7. Desire
8. Week!
9. 深い森
10. 真実の詩 (Propaganda clip)

## 8
『8』（エイト）は、日本のロックバンド・Do As Infinityが2004年1月7日にavex traxから発売した7枚目の映像作品である。

### 収録映像曲
1. 陽のあたる坂道
2. under the sun
3. under the moon
4. 真実の詩
5. 魔法の言葉〜Would you marry me?〜
6. 本日ハ晴天ナリ
7. 柊
8. ブランコ